# Kamerun i olympiska sommarspelen 2016
Kamerun deltog med 24 deltagare vid de olympiska sommarspelen 2016 i Rio de Janeiro. Ingen av landets deltagare erövrade någon medalj.

## Boxning
| Boxare               | Gren            | Omgång 1             | Omgång 2             | Kvartsfinal          | Semifinal            | Final                | Final            |
| Boxare               | Gren            | Motståndare Resultat | Motståndare Resultat | Motståndare Resultat | Motståndare Resultat | Motståndare Resultat | Placering        |
| -------------------- | --------------- | -------------------- | -------------------- | -------------------- | -------------------- | -------------------- | ---------------- |
| Simplice Fotsala     | Lätt flugvikt   | Yafai (GBR) L 0–3    | Gick inte vidare     | Gick inte vidare     | Gick inte vidare     | Gick inte vidare     | Gick inte vidare |
| Mahaman Smaila       | Lätt weltervikt | Gözgeç (TUR) L 0–3   | Gick inte vidare     | Gick inte vidare     | Gick inte vidare     | Gick inte vidare     | Gick inte vidare |
| Wilfried Ntsengue    | Mellanvikt      | Vivas (COL) W 2–1    | Abdin (EGY) L 0–3    | Gick inte vidare     | Gick inte vidare     | Gick inte vidare     | Gick inte vidare |
| Hassan N'Dam N'Jikam | Lätt tungvikt   | Borges (BRA) L 0–3   | Gick inte vidare     | Gick inte vidare     | Gick inte vidare     | Gick inte vidare     | Gick inte vidare |

## Friidrott
Förkortningar
- Notera– Placeringar avser endast det specifika heatet.
- Q = Tog sig vidare till nästa omgång
- q = Tog sig vidare till nästa omgång som den snabbaste förloraren eller, i fältgrenarna, genom placering utan att nå kvalgränsen
- NR = Nationellt rekord
- N/A = Omgången fanns inte i grenen
- Bye = Idrottaren behövde inte tävla i omgången

Fältgrenar
| Idrottare               | Gren                 | Kval    | Kval      | Final            | Final            |
| Idrottare               | Gren                 | Distans | Placering | Distans          | Placering        |
| ----------------------- | -------------------- | ------- | --------- | ---------------- | ---------------- |
| Auriol Dongmo           | Damernas kulstötning | 17,92   | 10 q      | 16,82            | 12               |
| Joëlle Mbumi Nkouindjin | Damernas tresteg     | 13,11   | 36        | Gick inte vidare | Gick inte vidare |

## Judo
| Idrottare         | Gren                         | Omgång 1                     | Omgång 2             | Kvartsfinaler        | Semifinaler          | Återkval             | Final / BM           | Final / BM       |
| Idrottare         | Gren                         | Motståndare Resultat         | Motståndare Resultat | Motståndare Resultat | Motståndare Resultat | Motståndare Resultat | Motståndare Resultat | Placering        |
| ----------------- | ---------------------------- | ---------------------------- | -------------------- | -------------------- | -------------------- | -------------------- | -------------------- | ---------------- |
| Hortence Atangana | Damernas halv tungvikt −78kg | Pogorzelec (POL) L 000–000 S | Gick inte vidare     | Gick inte vidare     | Gick inte vidare     | Gick inte vidare     | Gick inte vidare     | Gick inte vidare |